# Fahrudin Jusufi
Fahrudin Jusufi (serbokroatisch-kyrillisch Фахрудин Јусуфи; * 8. Dezember 1939 in Dragaš, Königreich Jugoslawien; † 9. August 2019 in Belgrad, Serbien) war ein jugoslawischer Fußballspieler und -trainer. Er gehörte der Minderheit der Goranen an und besaß die Staatsangehörigkeit von Serbien.

## Karriere
Jusufi, der zu den Goranen gehörte, begann seine Karriere als Abwehrspieler 1957 bei Partizan Belgrad. Dort wurde er viermal jugoslawischer Meister. 1966 gelang auch der Einzug ins Endspiel des Europapokals der Landesmeister, das Partizan aber knapp mit 1:2 gegen Real Madrid verlor.
1966 wechselte er in die Bundesliga zu Eintracht Frankfurt, wo er bis 1970 blieb. Am Riederwald brachte er es auf 111 Erstligaeinsätze, in denen er auch zwei Tore erzielte. Jusufi war einer der frühen Offensivverteidiger, der sich nicht auf die Manndecker-Rolle beschränkte, sondern sich auch aktiv in den Spielaufbau mit einschaltete. Von 1970 bis 1972 spielte er noch – neben Zvezdan Čebinac – als Spielertrainer beim damaligen Drittligisten Germania Wiesbaden, ehe er in den folgenden Jahren seine Spielerkarriere in Österreich beim FC Dornbirn ausklingen ließ. Der FC Dornbirn war auch seine erste Trainerstation.
Jusufi debütierte bereits im Alter von 20 Jahren für die jugoslawische Nationalmannschaft, nahm 1960 an der Europameisterschafts- und 1962 an der Weltmeisterschaftsendrunde teil und trug von 1959 bis 1963 insgesamt 55-mal das blaue Trikot. Beim Fußballturnier der Olympischen Spiele in Rom gewann er zudem die Goldmedaille.
Nach seiner aktiven Karriere trainierte er unter anderem den FC Schalke 04 (zwischen April 1980 und Mai 1981) in der Bundesliga, anschließend drei Jahre lang die SG Wattenscheid 09. 1985 übernahm er den SC Charlottenburg, mit dem er zwar das Double aus Berliner Meisterschaft in der Oberliga-Spielzeit 1985/86 und Gewinn des Berliner Landespokals 1985/86 durch einen 2:1-Endspielsieg über den Spandauer SV schaffte, aber trotz Profi-erfahrener Mannschaft um Abwehrchef Jürgen Schulz, Frank Mischke, Jörg Schepers, Rainer Sprangowski, Stefan Brandenburger, Bernd Geesdorf und Christian Niebel verpasste sie in der Aufstiegsrunde zur 2. Bundesliga hinter dem FC St. Pauli und Rot-Weiss Essen die Rückkehr in den Profifußball. Anschließend warb ihn der vormalige deutsche Meister TSV 1860 München ab, zu dem er Schepers, Brandenburger und Geesdorf in die drittklassige Bayernliga mitnahm. In der Spielzeit 1986/87 blieb jedoch der Erfolg aus und im April 1987 wurde er durch den Spielertrainer Thomas Zander ersetzt. Er kehrte nach Jugoslawien zurück, wo er mit dem FK Partizan, wo er in der Spielzeit 1987/88 auf der Trainerbank den Meistertitel feierte.
Sein Sohn Sascha durchlief in Deutschland ebenfalls eine Fußballerkarriere.

## Erfolge als Spieler
- WM: Platz 4 (1962)
- EM: Platz 2 (1960)
- Olympische Sommerspiele: Sieger (1960)
- Jugoslawischer Meister: 1961, 1962, 1963, 1965
- Bundesliga: Platz 4 (1967 mit Eintracht Frankfurt)

## Erfolge als Trainer
- Jugoslawischer Meister: 1988